# He Chong
He Chong (Zhanjiang, 10 giugno 1987) è un tuffatore cinese.

## Biografia
Ha vinto tre medaglie d'oro nel trampolino 3 metri ai Giochi asiatici e tre volte la medaglia d'oro ai Mondiali di nuoto sempre nel trampolino 3 metri (2009, 2011 e 2013) dove ha preceduto il successo del fratello minore He Chao.
Si è ritirato dall'attività agonistica nell'agosto 2016.

## Palmarès
- Giochi olimpici

Pechino 2008: oro nel trampolino 3 m.
Londra 2012: bronzo nel trampolino 3 m.
- Campionati mondiali di nuoto

Montreal 2005: oro nel sincro 3 m e bronzo nel trampolino 3 m.
Melbourne 2007: argento nel trampolino 1 m.
Roma 2009: oro nel trampolino 3 m.
Shanghai 2011: oro nel trampolino 3 m.
Barcellona 2013: oro nel trampolino 3 m e nel sincro 3 m.
- Giochi asiatici

Doha 2006: oro nel trampolino 3 m e nel sincro 3 m.
Canton 2010: oro nel trampolino 3 m.
Incheon 2014: argento nel trampolino 3 m.

### Coppa del Mondo
- Vincitore della Coppa del Mondo del trampolino 1 m nel 2006
- Vincitore della Coppa del Mondo del trampolino 3 m nel 2008, nel 2010, nel 2012 e nel 2014
- Vincitore della Coppa del Mondo del sincro 3 m nel 2006

## Riconoscimenti
- Atleta dell'anno FINA: 2013